# Esatanas
Esatanas är ett släkte av tvåvingar. Esatanas ingår i familjen rovflugor.
Kladogram enligt Catalogue of Life:
| Esatanas | \| \| Esatanas kozlovi \| \| \| \| \| \| Esatanas villosus \| \| \| \| |
|          | \| \| Esatanas kozlovi \| \| \| \| \| \| Esatanas villosus \| \| \| \| |
|          | Esatanas kozlovi                                                       |
|          |                                                                        |
|          | Esatanas villosus                                                      |
|          |                                                                        |